# Armorial des familles du Berry
L'Armorial des familles du Berry présente les armoiries des familles nobles et notables du Berry, ou possessionnées en cette province, dès lors qu'elles ont fait l'objet d'une publication dans l'un des armoriaux cités en bibliographie.
Les familles sont classées par ordre alphabétique, sans considération de la chronologie.

La province du Berry au XVIIIe siècle et les communes et départements actuels
La situation géographique de la province du Berry en France au XVIIIe siècle

## La province
| Blason | |
| ------ | --- |
|        | Berry ancien D'azur semé de fleurs de lys d'or, à la bordure engrêlée de gueules. Armes du duché de Berry pendant la période où le duché a été confié en apanage, à partir de Jean de Berry (1360), troisième fils du roi Jean II dit le Bon, à plusieurs princes de la Maison royale de France (branche des Valois).                                                                                   |
|        | Berry moderne D'azur à trois fleurs de lys d'or, à la bordure engrêlée de gueules. Ce blason reprend, à partir de Charles de France (branche des Bourbons), les armes des Ducs de Berry sous sa forme moderne, composée de trois fleurs de lys. La couleur bleue (azur) et les fleurs de lys (or) sont directement associées aux Rois de France. La bordure engrêlée rouge (gueules) en est la brisure. |

## Les familles du Berry
- Haut – A
- B
- C
- D
- E
- F
- G
- H
- I
- J
- K
- L
- M
- N
- O
- P
- Q
- R
- S
- T
- U
- V
- W
- X
- Y
- Z

### A
| Blason | Nom de la famille, blasonnement et devise |
| ------ | --- |
|        | Famille Agard de Maupas, Sgrs des Roziers, marquis de Maupas D'azur au chevron d'or, accompagné en chef de deux étoiles d'argent et en pointe d'une tête de léopard d'or.                 |
|        | Famille des Ages, Sgrs de Lalauf D'argent au lion de sable, armé et lampassé de gueules, couronné d'or.                                                                                   |
|        | Famille d'Aloigny (orig. Poitou), Sgrs de La Millandière, barons de Rochefort-sur-Creuse De gueules, à trois fleurs de lys d'argent.                                                      |
|        | Famille d'Amboise, Sgrs de Charenton Palé d'or et de gueules. |
|        | Famille Andrault de Langeron, Sgrs du Pézeau D'azur à trois étoiles d'argent. |
|        | Famille d'Angennes (orig. Normandie), Sgrs de Concressault De sable au sautoir d'argent.                                                                                                  |
|        | Famille d'Anglars, Sgrs d'Anglars D'argent au lion de gueules. |
|        | Famille Asse, Bourges Fascé d'argent et d'azur. |
|        | Famille d'Aubusson (orig. Marche), Sgrs de Poux, Sgrs de Banson D'or, à la croix ancrée de gueules. Alias écartelé de gueules au massacre de cerf d'or. - Cri de guerre : « Aubusson ! », |
|        | Famille Aucapitaine, Sgrs de Limanges D'argent, à deux fasces de gueules. |

### B
| Blason | Nom de la famille, blasonnement et devise |
| ------ | --- |
|        | Famille Babou, Sgrs de Givray, comtes de Sagonne Écartelé : aux 1 et 4, d'argent au bras vêtu de gueules, issant d'une nuée d'azur, tenant une poignée de vesces ou plutôt d'amourettes, en rameau de trois pièces de sinople ; aux 2 et 3, de sinople, au pal d'argent, parti de gueules au pal d'argent. |
|        | Famille Bailly, Bourges Fascé d'argent et d'azur. |
|        | Famille Barré, Sgrs du Nozay D'azur, à trois bandes d'or. |
|        | Famille Barré de Lépinière, Sgrs de Boc De gueules, à trois bandes d'or. |
|        | Famille de Bastard, vicomtes de Fussy D'or, à l'aigle d'Empire de sable, mi-parti d'azur à une fleur de lys d'or. |
|        | Famille Baucheron de Boissoudy et de Lécherolles, Sgrs de Rivarennes D'azur, au chevron d'or, accompagné de trois étoiles du même. |
|        | Famille de Bazoge, Sgrs de Bazoge D'azur, au lion d'argent, armé et lampassé de gueules. |
|        | Famille de Beauvilliers (orig. Orléanais), Sgrs des Aix-d'Angillon, comtes de Buzançais Fascé d'argent et de sinople, les fasces d'argent, chargées de six merlettes de gueules, 3, 2 et 1. |
|        | Famille Bechet, Sgrs des Galands De gueules, à trois tours d'or. |
|        | Famille de Bengy, Sgrs de Fontillay, Sgrs de Puyvallée D'azur à trois étoiles d'argent., |
|        | Famille de Bien, Sgrs du Cluseau D'azur, à trois tours d'or. |
|        | Famille Bigot, Sgrs de Prunay De sable, à trois têtes de léopard d'or, languées de gueules. |
|        | Famille de Boisbertrand, Sgrs de Boisbertrand D'argent, à trois merlettes de sable. |
|        | Famille Bonin, Sgrs de La Riauderie D'azur, à trois trèfles d'or. |
|        | Famille Bonnet, Sgrs de Vougon D'azur, au chevron d'or, accompagné de trois roses d'argent. |
|        | Famille Bouffet, Sgrs de Taisi D'azur, à trois trèfles d'or. |
|        | Famille de Bourges, Sgrs de Villepeuple De gueules, au mouton d'argent, la tête plumassée et mouchetée de sable. |
|        | Famille Brisson, Sgrs de Plagny D'azur à trois fusées d'or, rangées en fasce. Alias trois fusées d'argent. |
|        | Maison de Brosse, vicomtes de Brosse D'azur, à trois brosses, ou gerbes de blé d'or, liées de gueules. |
|        | Famille Brossier, Sgrs de Vaujeu D'azur, à trois trèfles d'or. |

### C
| Blason                         | Nom de la famille, blasonnement et devise |
| ------------------------------ | --- |
| d'argent au chevron de gueules | Famille Chaboureau, Aubigny D'argent, au chevron de gueules. |
|                                | Famille de Châteauneuf, Sgrs de Montgivray D'or, à l'étoile de huit rais de gueules. Alias de gueules, à une étoile à seize rais d'or.                                                                        |
|                                | Famille de La Châtre, Sgrs de La Châtre De gueules, à la croix ancrée de vair. |
|                                | Maison de Chauvigny, barons de Châteauroux D'argent à la fasce fuselée de cinq pièces et deux demies de gueules.                                                                                              |
|                                | Famille Cœur, Sgrs de Ménetou-Salon, Sgrs de Maubranche D'azur, à la fasce d'or, chargée de trois coquilles de sable, accompagnée de trois cœurs de gueules., - Devise : « À cœur vaillant rien impossible », |
|                                | Famille de Contremoret, Sgrs de Parassy Écartelé d'or et de gueules. |
|                                | Famille de La Cour, Sgrs de Villebussière D'azur, à trois tours d'or. Alias d'azur, semé d'étoiles d'or. |

### D
| Blason | Nom de la famille, blasonnement et devise |
| ------ | --- |
|        | Famille Dubois ou du Bois, Sgrs de La Bardonnière D'azur, à deux chevrons d'or. |
|        | Famille Dubois de La Sablonière, Bourges D'or, à un duc de sable soutenu d'un rameau de cerf de gueules.                                                                                                |
|        | Famille Dufour ou du Four (orig. Bourbonnais), Sgrs de Lauroy D'azur, à un soleil d'or. Alias à une fasce d'or, accompagnée en chef de trois étoiles rangées et en pointe d'un croissant, le tout d'or. |

### E
| Blason | Nom de la famille, blasonnement et devise |
| ------ | --- |
|        | Famille d'Estampes ou Destampes, d'Étampes, Sgrs de Sallebris, Sgrs de La Motte-d'Ennodre D'azur, à deux girons d'or, appointés et posés en chevron ; au chef d'argent chargé de trois couronnes ducales de gueules., Alias le chef chargé de trois fleurs de lys au pied nourri de gueules., |
|        | Famille Estevard, Sgrs de La Grange Burelé d'or et de gueules. |

### F
| Blason | Nom de la famille, blasonnement et devise                                                                      |
| ------ | --- |
|        | Famille de La Faire alias Fère (orig. Bourbonnais), Sgrs de Château-Guillaume De gueules à la bande d'argent., |

### G
| Blason            | Nom de la famille, blasonnement et devise                                                                                  |
| ----------------- | --- |
|                   | Famille de Gamaches (orig. Picardie), Sgrs de Sury-ès-Bois D'argent, au chef d'azur.                                       |
|                   | Famille Gaudin, Bourges D'azur, au lion d'or.                                                                              |
|                   | Famille Gilberton, Sgrs du Soulier De gueules, au lion d'argent.                                                           |
|                   | Famille de Goulard (orig. Touraine), Bourges D'azur, au lion d'or, armé, lampassé et couronné de gueules.                  |
| Blason Grossouvre | Famille de Grivel de Grossouvre, Sgrs de Grossouvre D'or, la bande échiquetée de sable et d'argent de deux [tires].        |
|                   | Famille Guérin, Sgrs de La Notte D'or, à la fasce de gueules.                                                              |
|                   | Famille de Guibert (orig. Maine), Sgrs de Pesselières D'azur au lion d'argent, couronné d'or, armé et lampassé de gueules. |
|                   | Famille de Guillon (orig. Lyonnais), Sgrs de Ménetou-Couture D'azur, au sautoir d'or.                                      |

### H
| Blason | Nom de la famille, blasonnement et devise                                                                                |
| ------ | --- |
|        | Famille Hellevin alias Eslevin, Sgrs de La Billonnière D'azur, au chevron d'argent, accompagné de trois étoiles de même. |
|        | Famille Huet, Bourges D'azur, à une aigle d'or. Alias de gueules, à trois chouettes d'or.                                |

### L
| Blason | Nom de la famille, blasonnement et devise                                                 |
| ------ | ----------------------------------------------------------------------------------------- |
|        | Famille de Lage ou de L'Age, L'Aage, Laige, Sgrs de Chazelet D'or, à la croix de gueules. |
|        | Famille de Lavau, Châtillon-sur-Indre Échiqueté d'or et d'azur.                           |
|        | Famille Ligonnet, Bourges D'argent, à deux fasces de gueules.                             |

### M
| Blason | Nom de la famille, blasonnement et devise                                          |
| ------ | ---------------------------------------------------------------------------------- |
|        | Famille de Magnac, Sgrs du Repaire De gueules, à deux pals de vair ; au chef d'or. |
|        | Famille de Menou, Sgrs de Boussay De gueules, à une bande d'or.                    |

### O
| Blason | Nom de la famille, blasonnement et devise |
| ------ | --- |
|        | Famille d'Orléans de Rère, Sgrs de Cerbois D'argent, à trois fasces de sinople, accompagnées de sept tourteaux de gueules, 3 et 3 entre les fasces et 1 en pointe. |

### P
| Blason | Nom de la famille, blasonnement et devise                                                  |
| ------ | ------------------------------------------------------------------------------------------ |
|        | Famille du Peyroux De gueules, à trois chevrons d'or, au pal de même brochant sur le tout. |
|        | Famille Poirier, Bourges D'azur, à trois poires feuillées d'or.                            |
|        | Famille du Puy, Sgrs du Puy, Sgrs de Vatan Échiqueté d'or et de gueules.                   |

### R
| Blason | Nom de la famille, blasonnement et devise                                                 |
| ------ | ----------------------------------------------------------------------------------------- |
|        | Famille de Rechignevoisin, Sgrs de Rechignevoisin De gueules, à la fleur de lys d'argent. |
|        | Famille Ruby, Sgrs de Bergerennes D'argent à une fasce de gueules.                        |

### S
| Blason | Nom de la famille, blasonnement et devise                                                                                       |
| ------ | --- |
|        | Famille Sorbier D'argent au lion léopardé d'azur, armé, lampassé et couronné de gueules.                                        |
|        | Maison de Sully olim Seuly, Sgrs de La Chapelle-d'Angillon D'azur, semé de molettes d'or, au lion du même brochant sur le tout. |

### T
| Blason | Nom de la famille, blasonnement et devise |
| ------ | --- |
|        | Famille de Troussebois, Sgrs de Rousson D'or au lion de sable (alias : d'azur) armé, lampassé et couronné de gueules., Alias d'or au lion de sable, lampassé et armé de gueules. |

### V
| Blason | Nom de la famille, blasonnement et devise                             |
| ------ | --------------------------------------------------------------------- |
|        | Maison de Vierzon, Sgrs de Vierzon Écartelé de sinople et de gueules. |

- Haut – A
- B
- C
- D
- E
- F
- G
- H
- I
- J
- K
- L
- M
- N
- O
- P
- Q
- R
- S
- T
- U
- V
- W
- X
- Y
- Z